# Clusia stenophylla
Clusia stenophylla là một loài thực vật có hoa trong họ Bứa. Loài này được Standl. mô tả khoa học đầu tiên năm 1929.